# A216 (route russe)
Pour les articles homonymes, voir A216.
La route fédérale A-216 (en russe : Федера́льная автомоби́льная доро́га A216, Federalnaya avtomobilnaya doroga A216) est une route de type nationale qui relie le village de Talpaki, anciennement Taplacken, à la ville russe de Sovetsk, anciennement Tilsit, cette dernière étant à la frontière lituanienne en face de Panemunė. Elle est une partie intégrante de la route européenne 77 sur l'ensemble de son itinéraire, route reliant la ville de Pskov en Russie à celle de Budapest en Hongrie.
Longue de 62 km, la route fédérale traverse de sud-ouest en nord-est le centre de l'oblast de Kaliningrad, autrefois la Prusse-Orientale. La routes est reliée au sud à la route fédérale A229, principale route de l'oblast, tandis qu'au nord la frontière avec la Lituanie est symbolisée par le pont de la reine Louise, sur le fleuve Niémen.

## Historique
Le tracé de la route est bien plus vieux que la plupart des autres routes de Russie, remontant au moins à l'époque de la Renaissance. La région était alors le duché de Prusse, qui devint par la suite la province de Prusse-Orientale au sein du royaume de Prusse. Les villes qu'elle dessert aujourd'hui étaient à l'époque très riches, comme Insterbourg mais surtout Königsberg.
Lorsque les Reichsstraße (de) sont créées en 1934 sous le Troisième Reich, la route entre Taplacken et Laugszargen (de), à l'époque village limite de la frontière avec l'Union soviétique, devint la Reichsstraße 138 (de).
Après l'invasion à la fin de la Seconde Guerre mondiale de la Prusse-Orientale, lors de ce qui fut appelée l'évacuation de la Prusse-Orientale, la région passa sous contrôle soviétique. Les villes et autres lieux subirent la russification, avec la suppression des noms allemands pour des noms russes.

## Description
La route fédérale A216, ou , est une route fédérale de Russie, c'est-à-dire qu'elle est sous la supervision et la gestion de l'État russe, au travers de son agence fédérale des routes (abrégé en Rosavtodor). Il est l'une des trois routes fédérales de l'oblast, avec l'A217 et l'A229.
La route, située dans l'oblast de Kaliningrad, exclave de la Russie, commence au niveau du village de Talpaki (ru), anciennement Taplacken, et part dans une direction nord-est, qu'elle conserve pendant tout son itinéraire, jusqu'à son arrivée à Sovetsk. Au sein de la ville se trouve un poste frontière, ainsi que le pont de la reine Louise pour franchir le Niémen, fleuve matérialisant la frontière avec la Lituanie.
Même si la chaussée est en très bon état, la route traverse de nombreuses localités et a souvent des virages, entraînant une vitesse maximale de 70 km/h. Le trafic est modéré, même s'il y a beaucoup de camions en transit. Il y a une voie dans chaque sens.
La route, longue de 62 km, traverse les raïons de Gvardeïsk,, de Polessk, de Slavsk, de Neman ainsi que la ville de Sovetsk.
Depuis 2014, il n'est plus nécessaire de traverser Sovetsk pour rejoindre la Lituanie, un nouveau pont sur le Niémen avec un contournement routier ont été ouverts.
La route fait de la route européenne 77, route reliant Pskov en Russie à Budapest en Hongrie.

## Itinéraire
Raïon de Gvardeïsk,, km 1
- Intersection avec l' vers Kaliningrad ou Tchernychevskoïe à Talpaki, km 1
- Tronçon de dépassement, km 2
- Intersection vers Koudriatsevo, km 2
- Aire de service (deux sens), km 2
- Fin de tronçon de dépassement, km 2
- Intersection vers Krasni Iar, km 3
- Divnoïe, km 3
- Dalneïé, km 11
- Raveïskoïe[d], km 14

Raïon de Polessk, km 15
- Dalneïé, km 18
- Intersection vers Iagodnoïe, km 20

Raïon de Slavsk, km 20
- Intersection vers Vysskoïe, km 23
- Intersection avec la 27A-145 vers Polessk, à Zaretchié[f],[g] et Sovetskoïe[h], km 29
- Entrée dans Bolchakovo, km 32
- Intersection avec la 27K-068 vers Gastellovo, km 33
- Intersection avec la 27A-009 vers Tcherniakhovsk, km 33
- Intersection avec la 27K-068 vers Jilino, km 33
- Sortie de Bolchakovo, km 34
- Krasnozamenskoïe, km 35
- Dessantnoïe, km 41

Raïon de Neman, km 41
- Intersection vers Douminitchi, km 42
- Obroutchevo km 42
- Chepetovka, km 44
- Intersection avec la 27A-010 vers Slavsk et la 27K-187 vers Kanach et Jilino, km 47
- Entrée dans Novokolkhoznoïe, km 49
- Sortie de Novokolkhoznoïe, km 50
- Intersection vers Pelekino[f] et Loukianovo[h], km 52
- Intersection avec la 27A-004 (contournement routier de Sovetsk) vers Neman et la Lituanie.
- Govorov, km 53
- Intersection vers Barsoukova, km 54

Ville de Sovetsk, km 56
- Entrée dans Sovetsk, km 56
- Douanes russes km 62
- Pont de la reine Louise sur le Niémen, frontière avec la Lituanie, km 62

Note sur le kilométrage
L'itinéraire n'est pas exhaustif, ne traitant pas des villes et villages et de leurs rues. Les distances et points kilométriques ont été calculées via Yandex.

## Lieux et monuments liés à l'itinéraire

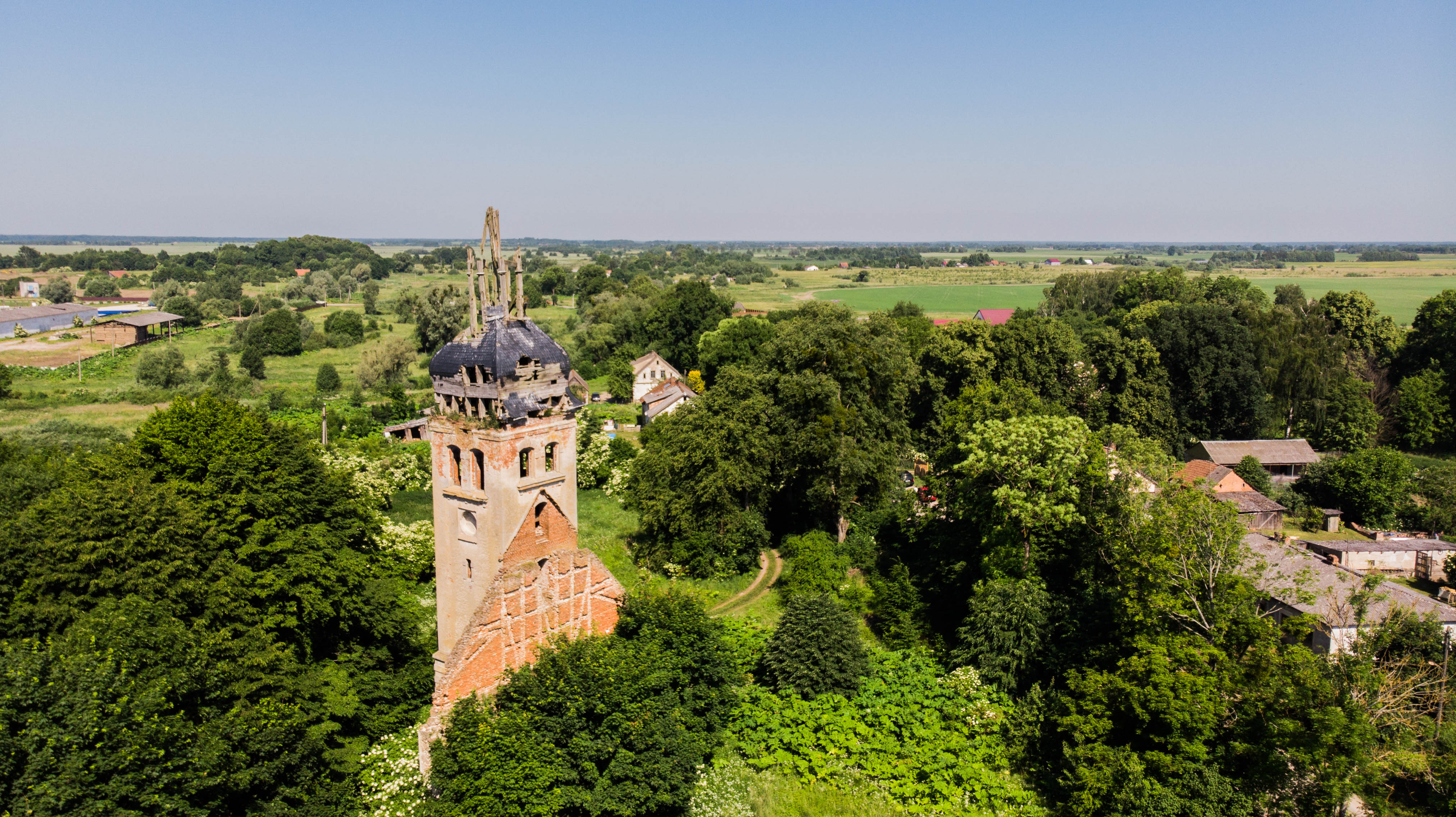
Église de Popelcken, en ruines, à Krasni Bor.

L'oblast de Kaliningrad, garde encore aujourd'hui de nombreuses traces de l'époque allemande, au travers d'un patrimoine culturel important (édifices religieux, châteaux), malgré la Seconde Guerre mondiale avec les bombardements ainsi que l'époque soviétique. En général, les bâtiments dans les centres-villes hors que Kaliningrad sont encore bien existants, même si les édifices en ruines, surtout les châteaux, ne manquent pas dans la région. L'itinéraire n'est pas en reste, avec diverses curiosités.
En bref, l'on trouve le long de l'itinéraire l'église de Popelcken, l'église luthérienne de Bolchakovo, l'église de Novokolkhoznoïe, et à Sovetsk l'église Réformée de Sovetsk (seule sa tour a survécu), ainsi que le pont de la reine Louise,.